# Pic à oreillons rouges
Blythipicus pyrrhotis
Espèce
Statut de conservation UICN

 LC  : Préoccupation mineure
Le Pic à oreillons rouges (Blythipicus pyrrhotis) est une espèce d'oiseau de la famille des Picidae.

## Répartition et sous-espèces
Selon la classification de référence du Congrès ornithologique international (15.1, 2025) il se répartit en cinq sous-espèces (ordre phylogénique) :
- B. p. annamensis Kinnear, 1926 ;
- B. p. cameroni Robinson, 1928 ;
- B. p. hainanus (Ogilvie-Grant, 1899) ;
- B. p. pyrrhotis (Hodgson, 1837) ;
- B. p. sinensis (Rickett, 1897).